# Sheldon Lee Glashow
Sheldon Lee Glashow (n. 5 decembrie 1932, New York City, New York, SUA) este un fizician american, laureat al Premiului Nobel pentru Fizică, în 1979, împreună cu Abdus Salam și Steven Weinberg, pentru contribuțiile aduse de aceștia în domeniul teoriei unificate a interacțiunilor slabă și electromagnetică între particule elementare.

## Biografie
Sheldon Lee Glashow s-a născut la New-York în familia emigranțílor Bela (Rubin) și Lev Gluhovskii, instalator, de origine evreiască. A absolvit Bronx High School of Science în 1950 împreună cu alt viitor Laureat al Premiului Nobel Steven Weinberg pentru anul 1979. Glashow a primit titlul de bacalaureat la Universitatea Cornell în anul 1954, iar  cel de doctor (PhD) în anul 1959 la Universitatea Harvard sub conducerea lui Julian Schwinger. Ulterior Glashow a fost angajat cu un contract la Institutul Nordic de fizică teoretică și nucleară (NORDITA),pentru ca mai apoi să devină profesor asociat (conferențiar) la Universitatea California din Berkeley în anii 1962-1966. În anul 1966 a obținut titlul de profesor la Universitatea Harvard, iar în anul 1979- cel de Profesor Higgins în domeniul fizicii. Este profesor Emerit din anul 2000. Glashow a fost profesor sau om de știință vizitator la Centrul European de cercetări Nucleare (CERN), Institutul de tehnologie din Massachusets(MIT), Universitatea din Marsilia, Laboratorul din Brookhaven,
Texas A&M, Universitățile din Houston și Boston. 
Glashow este membru al Comitetului de sponsori ai revistei  "Bulletin of the Atomic Scientists" (Buletinul oamenilor de știință atomiști)  

## Activitatea științifică
- În anul 1961 Sheldon Glashow a extins noțiunea de curent neutru, datorată lui Schwinger în domeniul teoriilor de unificare. În speță, el a propus simetria SU(2)xU(1) ca bază pentru unificarea interacțiilor electromagnetică și slabă nucleară. În anul 1979 el a câștigat Premiul Nobel pentru elaborarea teoriei unificării elctroslabe în colaborare cu Steven Weinberg și Abdus Salam.
- În anul 1964 a prezis în colaborare cu James Bjorken existența unui nou quarc, celui de al 4-lea,   dotat cu  un număr cuantic nou- charm (farmec), acesta fiind denumit quarcul fermecat. Aceasta se întâmpla atunci când erau cunoscuți 4 leptoni, dar numai 3 quarci propuși teoretic pentru explicarea teoriei. Desvoltarea acestui mecanism în anul 1970, așa numitul  mecanism GIM,a arătat , că acele două perechi de quarci (d, s)(u,c) vor schimba prin intermediul  aromei- unui alt număr cuantic- curenții neutri, ceea ce a fost observat exeprimental la nivele de energie cu mult mai joase decât fusese prezis în baza calculelor teoretice, doar presupunând existența a 3 quarci. Admiterea existenței a doar 3 quarci înlătura dezastrul tehnic din teoria cuantică a câmpurilor  cu un număr impar de quarci și par de gluoni - o anomalie - pe care simetriile teoriei clasice a câmpurilor nu o transportă în teoria cuantică.
- În anul 1973 Sheldon Glashow și Howard Georgi au sugerat teoria Marii unificării.Ei au descoperit cum să se încadreze forțele gauge (de calibru) din modelul standard într-un grup SU(5), iar quarcii și leptonii în două reprezentări ale acestui grup. Teria lor explica calitativ creșterea constantei de cuplaj, cu presupuneri plauzibile, ea permitea calculul grosier al raporturilor maselor leptonilor și quarcilor de generația a treia, și tot ea a servit ca primul indiciu al neconservării numărului de barioni, al faptului, că protonul este instabil.  Această lucrare a servit ca bază pentru întreaga activitate de mai departe în vederea realizării Marii unificări.

## Teoria supercoardelor
- Sheldon Glashow este un sceptic al teoriei supercoardelor, motivând aceasta prin lipsa unor predicții experimental testabile. A încercat chiar să-i scoată pe teoreticienii din domeniul coardelor din Universitatea Harvard, dar aceasta nu i-a reușit. Într-un film intitulat "Strings the thing" (Coardele sunt lucrul), al doilea episod din serialul TV "The Elegant Universe", el descrie coardele ca o tumoare pe corpul fizicii.

## Viața personală
- Sheldon Lee Glashow este căsătorit cu fosta Joan Shirley Alexander. Ei au 4 copii. Una dintre surorile Joanei a fost Lynn Margulis,cea care l-a făcut pe Carl Sagan frate legitim. Daniel kleitman, care a fost studentul de doctorat al lui Julian Schwinger, este un alt frate legitim, printr-o altă soră a Joanei- Sharon.
- În anul 2003 a fost unul dintre cei 21 de Laureați ai Premiului Nobel, care a semnat Manifestul umanist.

## Publicații
- ADS NASA
- SPIRES Una dintre lucrările lui Glashow este citată de peste 5000 de ori.
- Biblioteca Congresului SUA

## Despre
- The New Encyclopaedia Britannica, Micropaedia, Ready Reference, 2002
- Dicționar Enciclopedic Ilustrat Nume proprii, Cartier, editura Cartier Chișinău-București, 2004
- Wielka Encyklopedia PWN, Polske Wydawnyctwo PWN SA, 2002
- Enciclopedia Universală Britannica, Ed. Litera, Chișinău- București,2010
- Ioan Ioviț-Popescu și Alexandru Dima, Laureați, PREMIILE NOBEL PENTRU FIZICA, (1998), Editura Academiei Romane, București